# 刘培德
刘培德（1918年—2008年12月12日），男，福建福州人，中国切削理论与刀具专家，曾任大连工学院教授、博士生导师，第六届全国人大代表。